# دریاچه شونت
دریاچه شونت (انگلیسی: Lake Shunet) یک دریاچه در استان خاکاسیای کشور روسیه است.